# Projektilbildende Ladung

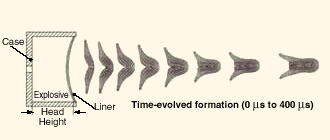
„Formen“ eines Projektils durch die Ladung

Animation der Formung

Eine projektilbildende Ladung ist eine besondere Art einer Hohlladung, die in erster Linie zum Zerstören von Panzerungen aus größerer Entfernung verwendet wird. Sie zählt damit zur panzerbrechenden Munition. Weitere gängige Begriffe sind P-Ladung oder EFP. EFP ist dabei die Abkürzung für den englischen Begriff explosively formed projectile, auch explosively formed oder forged penetrator. Projektilbildende Ladungen wurden erstmals während des Zweiten Weltkrieges entwickelt.

## Aufbau und Wirkung

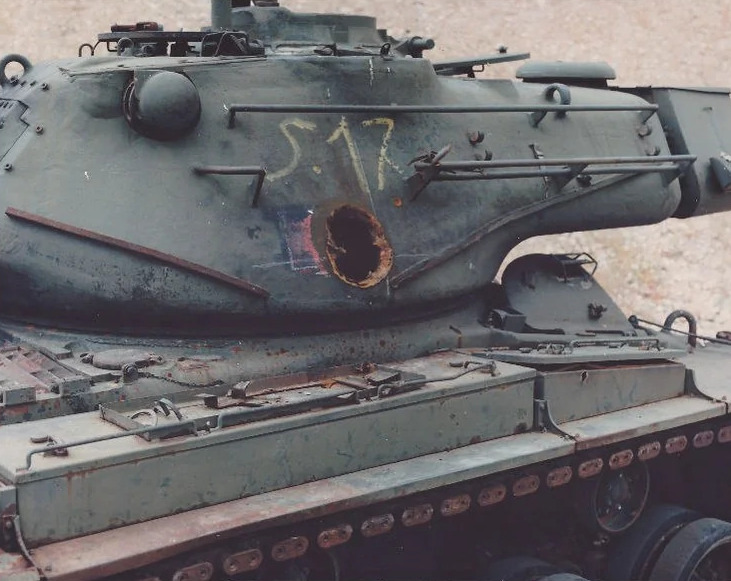
Geschützturm eines M47 nach Beschuss mit einer projektilbildenden Ladung

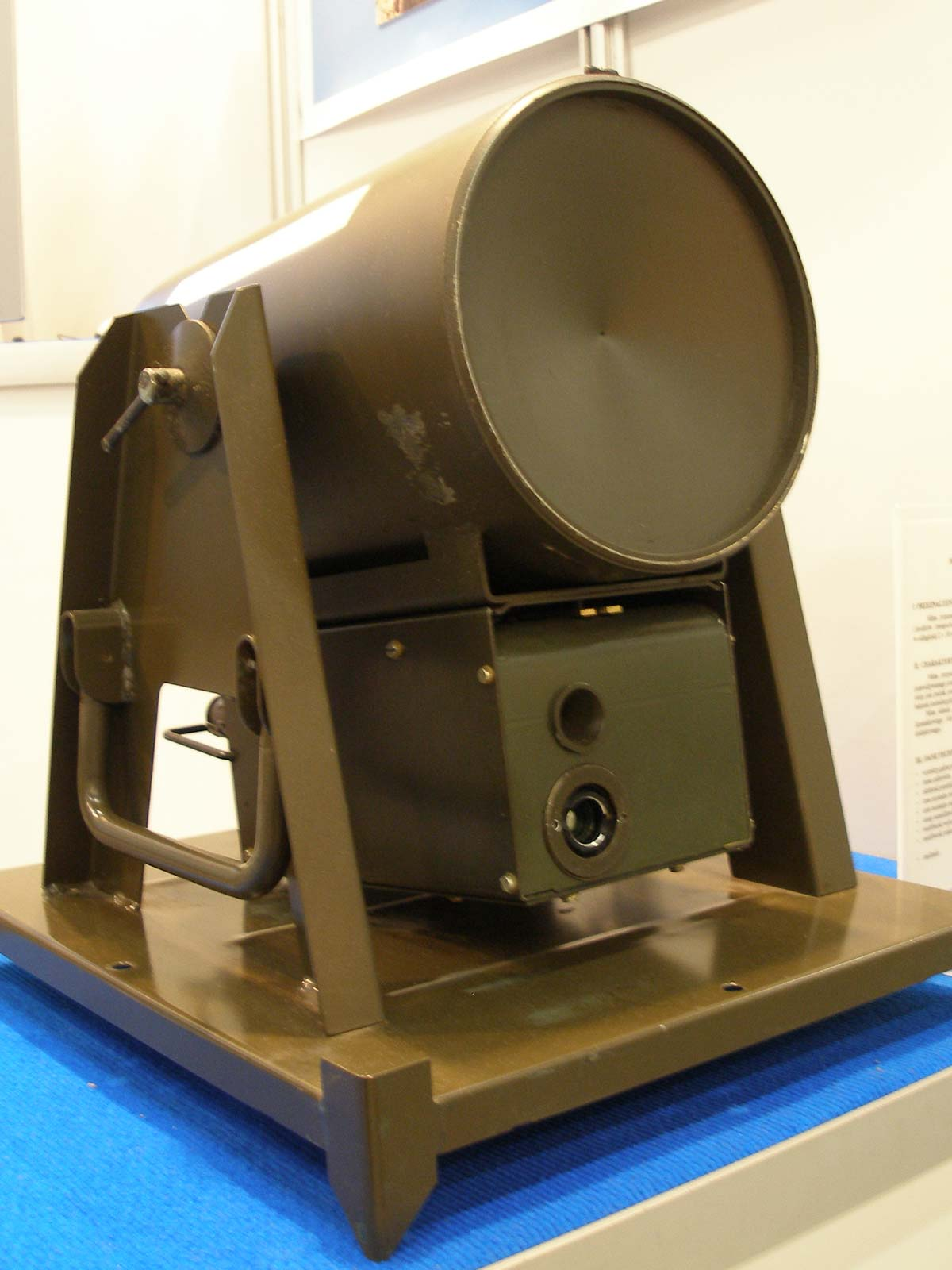
Polnische MPB-Panzerabwehrrichtmine

Im Gegensatz zu den Hohlladungen, die im Abstand von etwa 2,5 bis 3 Kaliberlängen vom Ziel gezündet werden, beträgt die Entfernung vom Ziel bei der projektilbildenden Ladung in der Regel mindestens 50 bis 100 Kaliberlängen, um eine optimierte Bildung des Projektils zu ermöglichen. Durch die Erhöhung der Entfernung vom Ziel und damit der Flugzeit ist es notwendig, das Projektil so zu formen, dass es eine stabile Fluglage einnimmt.
Wie bei der Hohlladung beruht das Funktionsprinzip auf dem Kaltverformen einer metallischen Einlage mittels hochbrisanten Sprengstoffs (Munroe-Effekt). Da das Wirkprinzip der projektilbildenden Ladung der eines Wuchtgeschosses entspricht, erhöht sich die kinetische Energie mit der Masse des Penetrators, weswegen Materialien mit hoher Dichte eingesetzt werden. Für die Einlage (engl.: Liner) wird daher hauptsächlich Kupfer (Dichte: 8,92 g/cm³), Stahl (Dichte: 7,86 g/cm³) oder in seltenen Fällen auch Tantal (Dichte: 16,65 g/cm³) oder Uran (Dichte: 19,16 g/cm³) benutzt. Besonders Kupfer findet aufgrund seiner kostengünstigen Herstellung, guten Verformbarkeit und gleichzeitig hohen Dichte Verwendung.
Bei der „klassischen Hohlladung“ ist der Sprengstoff meist um eine kegelige Einlage geformt, während die Einlage beim EFP eher sphärisch oder parabolisch ausgebildet wird. Diese Form erfordert bei einer leistungsfähigen P-Ladung eine aufwändigere Berechnung der Einlage und Ladung und macht außerdem die Herstellung etwas schwieriger. Auch das eigentliche Projektil unterscheidet sich von der Hohlladung, die einen dünnen Stachel erzeugt, der vom Stößel gefolgt wird. Bei einem EFP wird ein Geschoss geformt, das eher mit einem normalen Gewehrprojektil vergleichbar ist. Genau wie bei der Hohlladung ist bei der projektilbildenden Ladung das Geschoss stark unterkalibrig, das heißt, es ist im Durchmesser erheblich kleiner als die Ladung.
Da die Hohlladung konzipiert ist, in unmittelbarer Nähe zur Zieloberfläche gezündet zu werden, fächert der Stachel mit zunehmender Flugzeit und damit Entfernung zum Ziel immer weiter auf, wodurch die Wirkung im Ziel herabgesetzt wird. Im Gegensatz dazu wird bei der projektilbildenden Ladung ein aerodynamisch stabiler Penetrator geformt, der in der Lage ist, eine größere Flugstrecke zu überwinden und die maximale Wirkung zu erzielen.
Manche moderne EFPs besitzen Ladungen und Liner, welche die Bildung verschiedenartiger Projektile ermöglichen. So ist beispielsweise die Bildung eines langen Penetrators zur Optimierung der Durchschlagsleistung, eines aerodynamisch optimierten Projektils für eine größere Reichweite oder die Fragmentierung vergleichbar einer Schrotladung möglich.

## Leistungsdaten
Die Geschwindigkeit des Projektils oder Penetrators liegt mit 2.000 bis 3.000 Meter pro Sekunde (m/s) deutlich unter der einer militärischen Hohlladung, die zwischen 7.000 und 10.000 m/s erreicht, aber gleichzeitig über der eines konventionellen Wuchtgeschosses, dessen Mündungsgeschwindigkeit bis zu 1.800 m/s beträgt.
Um die Geschosswirkung eines EFP zu verdeutlichen, bietet sich der Vergleich mit einem .50 BMG an, einer der stärksten Patronen für Handfeuerwaffen, die in der Lage ist, leichte Panzerungen zu durchdringen: Das Geschoss erreicht bei einer Mündungsgeschwindigkeit von rund 900 m/s und einer Geschossmasse von etwa 50 g eine kinetische Energie von rund 20 Kilojoule (kJ). Im Vergleich dazu erreicht ein 200-mm-Kupfer-EFP bei einer Geschossmasse von rund 3000 g und einer Geschwindigkeit von bis zu 2000 m/s eine kinetische Energie von etwa 6000 Kilojoule (6 MJ).

## Verwendung

### Waffentechnik
Projektilbildende Ladungen werden heute in verschiedensten Waffen eingesetzt. So verfügt beispielsweise die Artillerie-Munition SMArt 155 über zwei Submunitionen, die als EFP ausgeführt sind. Auch andere „intelligente“ Artillerie- oder Panzergeschosse wie die STAFF-Munition oder die SADARM verwenden diese Art von Sprengkopf.
Die amerikanische BLU-108 ist ein Waffenträger, der in verschiedenen Lenkflugkörpern oder Bomben wie beispielsweise der AGM-154 JSOW oder der CBU-97 Sensor Fused Weapon eingesetzt wird. Der Waffenträger enthält vier Skeet-Submunitionen, die als EFP ausgelegt sind. Der Einsatz ist mit dem der SMArt oder STAFF vergleichbar.
Eine Version der Panzerabwehrlenkwaffe TOW 2B verfügt über einen Tandem-Sprengkopf mit EFPs aus Tantal.
EFPs werden auch in verschiedenen Minenarten und -typen eingesetzt. Die MW-1-Submunition MIFF (Mine Flach Flach) stellt die „klassische“ Panzerabwehrmine als Submunition dar.
Teilansichten:

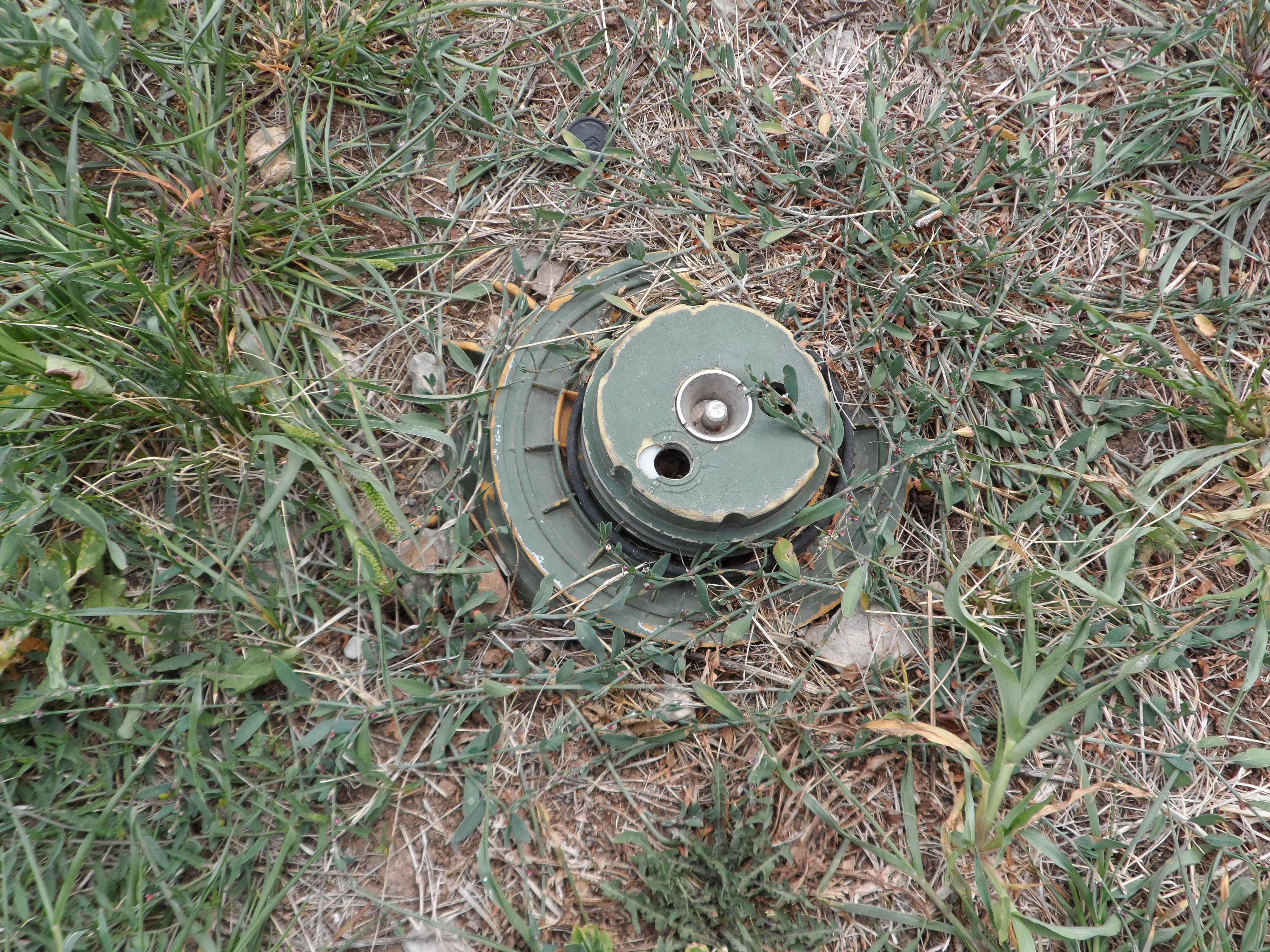
TMRP-6
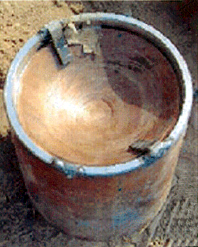
Eine im Irak gefundene USBV, ausgeführt als P-Ladung
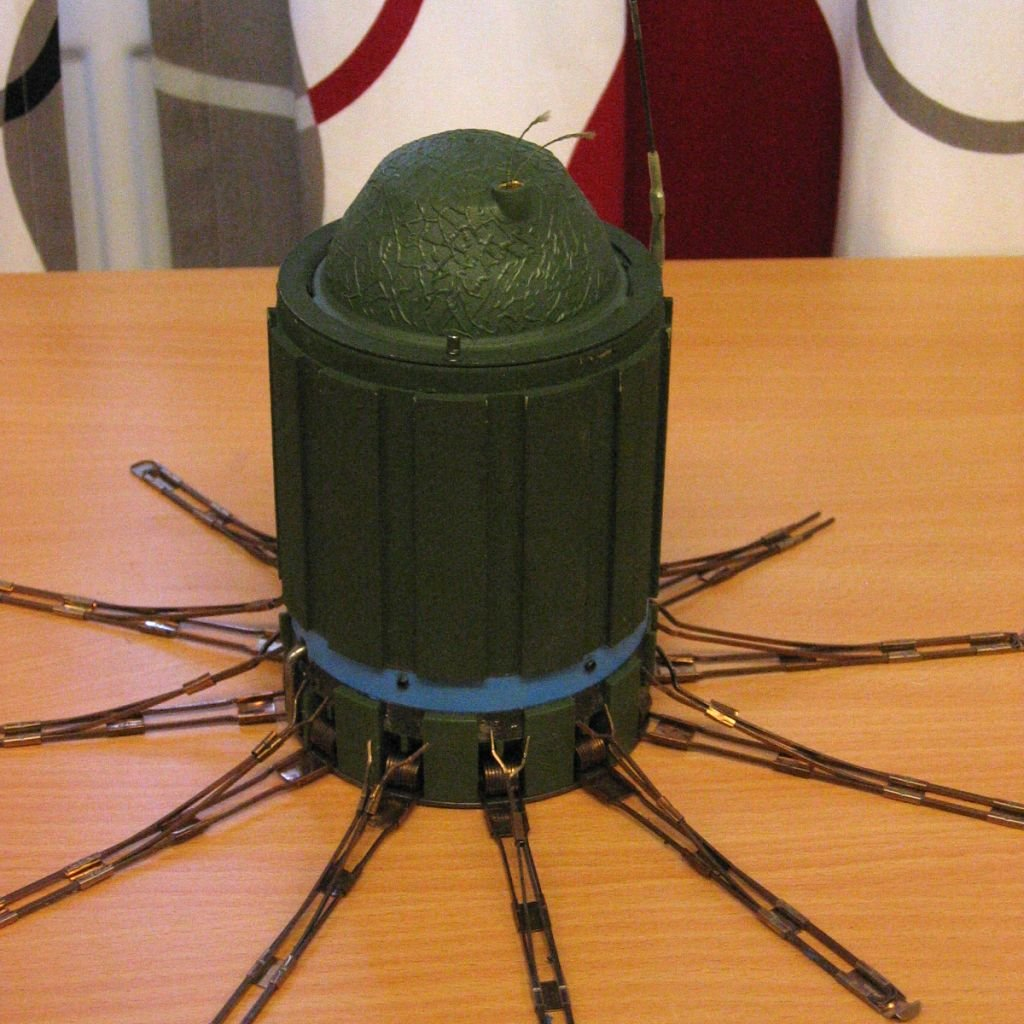
Panzerabwehrmine AT2 (Dummy)
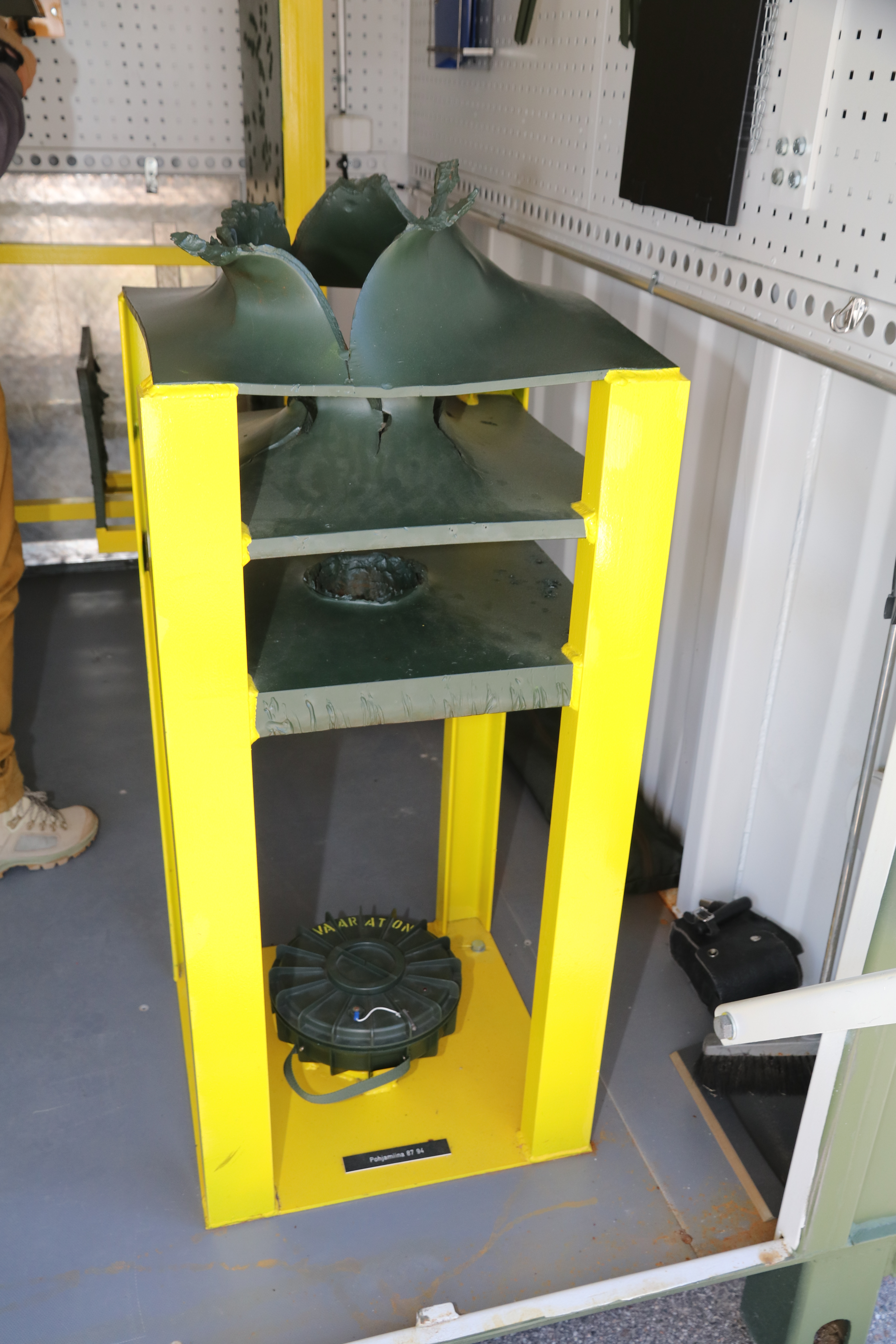
Wirkung einer PM-87
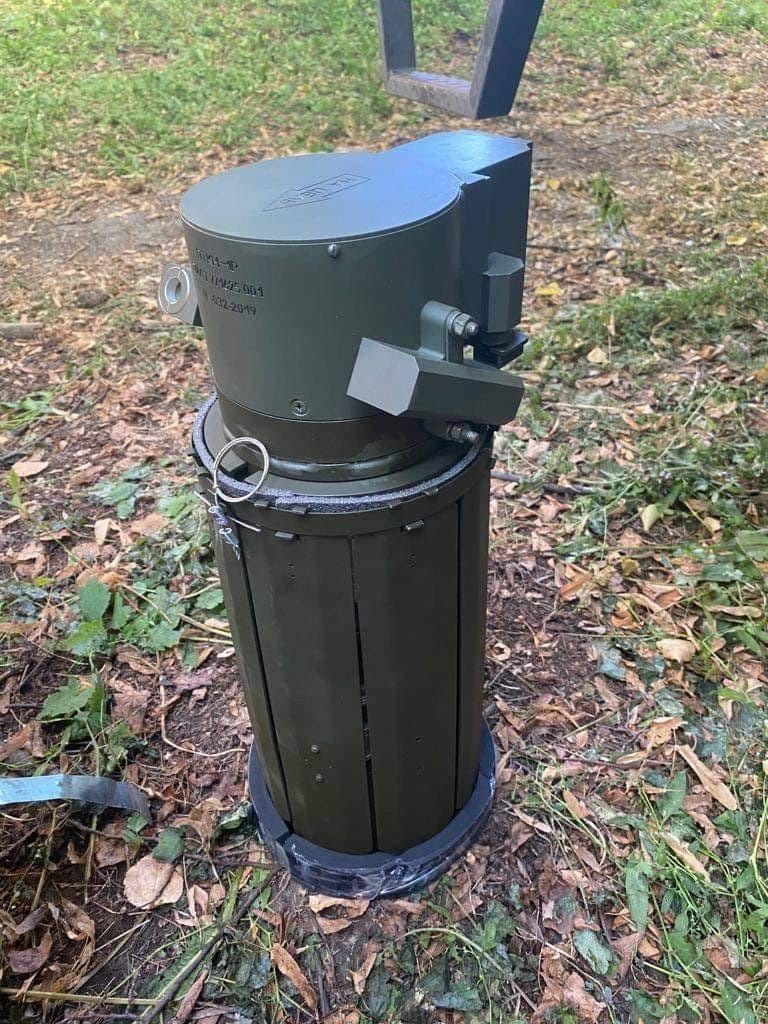
PTKM-1R feuert eine P-Ladung von oben auf einen Panzer (top attack)
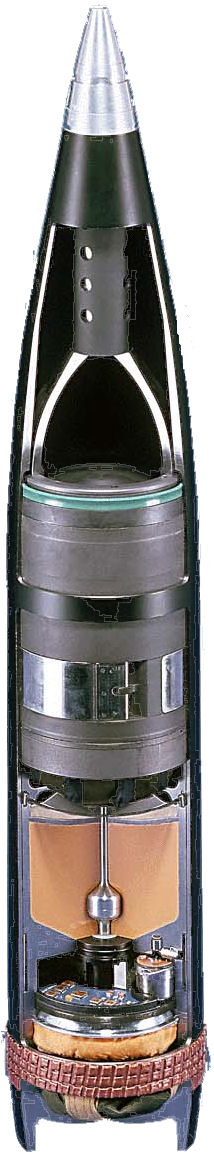
SMArt 155: Schnittmodell eines Projektils

### USBV (IED)
Durch die Presse wurden EFPs zu Beginn des 21. Jahrhunderts bekannt, da sie verstärkt von Aufständischen als Unkonventionelle Spreng- und Brandvorrichtung (USBV) (engl. Improvised Explosive Device, IED) gegen Truppentransporter oder Panzer nach dem Afghanistankrieg oder Irakkrieg eingesetzt wurden. Beim Einsatz der EFPs im städtischen Umfeld ist aufgrund der kurzen Entfernungen oft kein optimal geformter Penetrator notwendig, um eine große Schadenswirkung zu erzielen. Auch fehlt bei diesen unkonventionell hergestellten Sprengsätzen meist das optimale Design und Material, um eine optimale Wirkung zu erzielen. Trotzdem konnten die schlecht geschützten Humvees der US-Armee so zerstört werden. Die negativen Erfahrungen mit diesen Sprengfallen beschleunigten in vielen Armeen die Einführung besser geschützter Radfahrzeuge wie des MRAP oder des ATF Dingo.
Selbst relativ schwere Schützenpanzer wie der Marder oder speziell gegen USBVs entwickelte Fahrzeuge bieten aufgrund der großen kinetischen Energie keinen absoluten Schutz.

### Raumfahrt

Raumsonde Hayabusa 2 mit dem Small Carry-on Impactor (SCI)

Während der Mission Hayabusa 2 wurde eine projektilbildende Ladung auf den Asteroiden (162173) Ryugu abgefeuert, um Bodenproben aufzunehmen.